# Кримски готи
Кримските готи (Krimgoten) произлизат от частта на готите, която се заселва през 257 г. на Черно море, главно на полуостров Крим. Те се съюзяват с Рим и правят град Дори за тяхна столица. Този град е познат с татарското име Мангуп Кале, южно от град Бахчисарай.
В съюз със сарматите готите напредват през 255-257 г. на Кримския полуостров. Готите се христиниязирват рано и молят 404 г. и 548 г. византийския патриарх за смяна на сложения от него владика.
.
Те отказват на Теодорих Велики да тръгнат към Италия и 548 г. молят Византия за военна помощ от заплашващите ги хуни. Готите тръгват с хуните към Кавказ.